# Behind the Iron Curtain
Behind the Iron Curtain es una obra videográfica de la banda Iron Maiden, quienes se distinguen en el género del heavy metal clásico. Aparentemente, el tiraje fue descontinuado en el 2007. El título en inglés se traduce como "Tras la cortina de hierro".
La grabación se llevó a cabo en abril de 1985 durante la gira "World Slavery Tour" en la cual Iron Maiden tocó en los países de Europa Oriental que se encontraba bajo dominio Soviético, siendo la primera banda de heavy metal que lo hizo.
Tan solo cuatro vídeos: "Aces High y "2 Minutes to Midnight" grabados en Hanóver, Alemania, el 4 de agosto de 1984 y "Hallowed Be Thy Name" y "Run to the Hills" grabados en Katowicz, Polonia, el 14 de agosto de 1984. 
Entre las grabaciones de las canciones, se incluyen comentarios de la banda hablando con los fanes, donde curiosamente se puede ver a uno de los fanes diciéndole a Bruce Dickinson que él toca heavy metal con sintetizadores, a lo que Dickinson contesta: "No se puede tocar heavy metal con un sintetizador". En el siguiente trabajo discográfico de estudio de Iron Maiden Somewhere in Time (1986) se introdujeron guitarras sintetizadas y sintetizadores en el que lo siguió Seventh Son of a Seventh Son) (1988), si bien siempre como complemento de los instrumentos básicos (guitarras, bajo, batería y voz) con efectos que cabría denominar mayormente ambientales.

## Lista de canciones versión original
1. "2 Minutes to Midnight" (versión estudio) (Bruce Dickinson, Adrian Smith)
2. "Aces High" (versión estudio)
3. "Hallowed Be Thy Name" (grabación en directo desde Katowice, Polonia el 14 de agosto de 1984)
4. "Run to the Hills" (grabación en directo desde Budapest, Hungría el 17 de agosto de 1984)

## Lista de canciones versión expandida documental MTV
1. "Aces High" (fecha de grabación dudosa)
2. "The Trooper" (grabación en directo desde Poznań, Polonia el 11 de agosto de 1984)"
3. "22 Acacia Avenue" (fecha de grabación dudosa)
4. "The Number of the Beast" (grabación en directo desde Poznań, Polonia el 11 de agosto de 1984)
5. "Hallowed Be Thy Name" (grabación en directo desde Poznań, Polonia el 11 de agosto de 1984)"
6. "2 Minutes to Midnight" (fecha de grabación dudosa)
7. "Run to the Hills" (grabación en directo desde Budapest, Hungría el 17 de agosto de 1984)

## Miembros
- Steve Harris  - bajo
- Bruce Dickinson - voz
- Dave Murray - guitarra
- Adrian Smith - guitarra
- Nicko McBrain - batería